# Любисток (персонаж Відьмака)
Люби́сток або Яскі́р (пол. Jaskier), він же Юліан Альфред Панкрац, віконт де Леттенхоф (Julian Alfred Pankratz, wicehrabia de Lettenhove) — мандрівний бард, персонаж циклу «Відьмак» Анджея Сапковського. Найкращий друг і незмінний супутник Ґеральта з Рівії. Образ Любистка відрізняється на тлі більшості бардів, трубадурів та менестрелів сучасного фентезі відносною реалістичністю.

## Професія
Любисток — автор численних балад і віршів. У багатьох своїх творах він оповідає про пригоди Ґеральта, завдяки чому відьмак досить відомий, фактично будучи найвідомішим відьмаком Півночі. Більш-менш повно читачам стають відомі лише уривки з мемуарів «Пів століття поезії» (пол. Pół wieku poezji), які Любисток почав писати після дезертирства Ґеральта з ривської армії. Очевидно, ці мемуари — одні з небагатьох, що пережили льодовиковий період пам'яток літератури сіверян.

## Зовнішність, характер і вік
Любисток являє собою повну протилежність і яскравий контраст головному героєві — він балакучий і дуже волелюбний. Талановитий і цікавий, але водночас вельми легковажний, внаслідок чого часто потрапляє в неприємності, нерідко вплутуючи в них і Ґеральта, вимушеного витягувати друга звідти, оскільки в бою Любисток безпорадний, хоча деколи про це забуває, намагаючись допомогти Ґеральту. Одначе, він не поступається Ґеральту в знанні життя і часто виявляється мудрішим за відьмака. Попри безладність, Любисток як виявилося, шпигував мало не на всіх царів півночі, однак всупереч погрозам Дійкстри не дав тому зловити відьмака і ризикуючи карою, допомагав ловити Ґеральту Ріенса в обхід Дійкстри..
У книгах фактично відсутній опис зовнішності Любистка — згадується лише «фантазійна шапочка» і ельфійська лютня. Це, мабуть, пов'язано з тим, що дія книг розгортається впродовж майже двадцяти років. Навіть справжнє ім'я Любистка Ґеральт дізнається випадково — коли того впізнали туссенські лицарі. Ґеральт за цей час не змінюється — а Любисток змушений був би значно змінитися. Тому створюється враження, що у Любистка немає віку. Дійкстра так висловлюється про Любистка:
Мені відомо, що тобі біля сорока, ти виглядаєш на тридцять, думаєш, ніби тобі не набагато більше двадцяти, а робиш так, нібито тобі лише десять.Оригінальний текст (пол.)
Wiadomym jest mi, że masz lat blisko czterdzieści, wyglądasz na blisko trzydzieści, wyobrażasz sobie, że masz nieco ponad dwadzieścia, a postępujesz tak, jakbyś miał niecałe dziesięć.
— Кров ельфів, глава 5

## Персонаж поза книгою

### У серіалах
У фільмі і серіалі 2001 року «Відьмак» Любистка зіграв Збігнєв Замаховський (Zbigniew Zamachowski).
Персонаж у фільмі не всіма був сприйнятий добре, як і сам фільм. Відомий ловелас і бард Любисток був представлений у вигляді веселого товстуна, але акторська гра Замаховського наблизила персонаж до «книжкового» Любистка..
В американському серіалі, перший сезон якого вийшов на екрани в кінці 2019 року, Любистка зіграв Джої Беті. Цей персонаж вперше з'являється у другому епізоді, «Чотири марки»

### У комп'ютерній грі «Відьмак»
У 2007 році світ побачила гра «Відьмак». Любисток без шапочки, але в цілому повністю відповідає критеріям свого книжкового прототипу. Любисток прославився не стільки музичним даром, скільки любовними пригодами і безупинним потягом до жіночої статі.

### У масовій культурі
Любисток — один з головних героїв рок-опери групи «ESSE» — «Дорога без повернення» і фільму-мюзиклу знятого на її основі. Попри заявлену професію — бард, в опері Любисток не співає, але «балагурством жодного разу не поступається своєму книжковому образу».
Від особи барда Любистка ведеться оповідь у пісні Тем Грінхілл «Незаспівана балада Любистка», присвячена подіям, що відбуваються в оповіданні «Трохи жертовності» з книги «Меч Призначення».